# Bogdan Morawski
Bogdan Morawski (ur. 14 maja 1960) – polski chodziarz sportowy, medalista mistrzostw Polski w chodzie na 50 km.

## Kariera sportowa
W 1984 roku zajął 3. miejsce na mistrzostwach Polski seniorów w chodzie na 50 km na zawodach rozegranych w Szczecinie. Tytuł wicemistrzowski na tym samym dystansie zdobył w 1985 w Sopocie.
Reprezentował Polskę na arenie międzynarodowej. W zawodach weteranów reprezentował Francję.
W czasie swojej kariery należał do klubów: AZS Gdańsk, Oleśniczanka i Konradia Gdańsk.

## Osiągnięcia

### Seniorzy – krajowe
| Rok  | Impreza                     | Miejsce  | Konkurencja   | Pozycja    | Wynik   |
| ---- | --------------------------- | -------- | ------------- | ---------- | ------- |
| 1984 | Mistrzostwa Polski seniorów | Szczecin | chód na 50 km | 3. miejsce | 4:10:12 |
| 1985 | Mistrzostwa Polski seniorów | Sopot    | chód na 50 km | 2. miejsce | 4:07:02 |